# S1m0ne
S1m0ne (als Verknüpfung von Simone und 0/1, wobei Simone als Abkürzung für Simulation One steht) ist ein Spielfilm aus dem Jahr 2002. Regie führte Andrew Niccol, der auch das Drehbuch verfasste und an der Produktion beteiligt war. In Deutschland wurde der Film ab dem 18. Juni 2003 auf DVD vermarktet.

## Handlung
Weil ihn die Hauptdarstellerin seines neuen Films sitzen ließ, muss Regisseur Viktor Taransky eine Schauspielerin finden, die sie perfekt ersetzen kann. Die Lösung seines Problems heißt Simone. Sie ist schön, talentiert und somit beinahe perfekt. Einen Haken gibt es jedoch: Simone existiert gar nicht, sie wurde im Computer erschaffen. Folglich hat Viktor bald alle Hände voll zu tun, die Wahrheit über seinen Star vor der Presse zu verbergen. Als Simone auch noch zu singen beginnt und zum Megastar avanciert, wird dies jedoch immer schwieriger.
Als Viktor Simone verschwinden lässt, wird er des Mordes an ihr angeklagt. Um ihn zu entlasten, lassen seine Ex-Frau und seine Tochter Simone „auferstehen“. Er wird freigelassen und in einem gemeinsamen Interview kündigen Viktor und Simone an, eine Familie zu gründen. Simone will sich zudem der Politik zuwenden.

## Kritiken
Die Kritiken zu dem Film waren gemischt und bei weitem nicht so überschwänglich wie bei Niccols Vorgänger Die Truman Show.

„Eine intelligent entwickelte Tragikomödie mit prominenter Besetzung, die erhellende Einblicke in das Filmgeschäft gewährt und zugleich die Geschichte eines Mannes erzählt, der trotz aller Fallstricke wieder zu sich und zu seinem Glück findet.“

„Hollywood-Regisseur Andrew Niccol […] drehte seine schwarzhumorige und starbesetzte Branchenkritik nach eigenem Drehbuch. Der glänzend aufgelegte Al Pacino überzeugt hier als Viktor Taransky.“

„Die amüsante Komödie macht mit ihren Seitenhieben auf das Filmgeschäft nicht nur Oscar-Preisträger Al Pacino Spaß. Regisseur und Autor Andrew Niccol („Die Truman Show“) lässt es auf Dauer jedoch am nötigen Biss fehlen. Fazit: Amüsante Simulation einer Satire“

## Auszeichnungen
Von der Academy of Science Fiction, Fantasy & Horror Films wurde Rachel Roberts als beste Nebendarstellerin für einen Saturn Award nominiert.